# Taske
En taske er en beholder lavet af et mere eller mindre fleksibelt materiale. En taske er en normalt mindre og egnet til transport af mindre eller større genstande.
Tasker kommer i mange udgaver, gerne designet til en speciel funktion – eksempelvis til hverdagsbrug, fest eller arbejde. Dette genspejles ofte i taskens funktionalitet. Tasker kommer også i forskellige materialer, alt fra skind, nylon, bomuld og materialer baseret på plast og olie.

## Tasketyper
- Håndtaske
- Computertaske, PC-taske, (Computermappe)
- Rejsetaske
- Skuldertaske
- Strandnet